# Урал атакує
«Урал атакує» (рос. Урал атакует) — роман у жанрі альтернативної історії, написаний Володимиром Молотовим і опублікований у видавництві «АСТ» у 2011 році.

## Події, що передують основній сюжетній лінії
2023 — Друга Світова економічна криза. Білий дім таємно інспірує ядерний вибух в Лос-Анжелесі, щоб відволікти населення від економічних проблем. Ядерний удар здійснила Аль-Каїда за допомогою ядерних боєголовок, викрадених з російських військових складів. Це стало приводом до американської ядерної відповіді.
2024 — так звана «Російська Хіросима» — одночасний ядерний удар по 4 російських мегаполісах: Москві, Санкт-Петербургу, Нижньому Новгороду та Ростову-на-Дону. Ці міста перетворились на руїни, а територія навколо них — у зону, заражену радіацією.
Миротворчий контингент НАТО висадився на Волзі, британські війська — зайняли Кіров, влаштовуючи військові бази на покинутих заводах.
Президент РФ не спромігся на ядерну відповідь, втік у бункер і незабаром помер. Федерація фактично розпалась. Її територію охопив хаос. Значні японський і китайський окупаційні контингенти вторглися на колишні російські території на Сході.

## Постросійська геополітика в романі
- Уральська незалежна республіка — держава-сателіт КНР, утворена останнім повноважним представником президента РФ в Уральському федеральному окрузі. Столиця — Єкатеринбург, валюта — уральські бони. Керується Надзвичайним урядом. Уральські прикордонні війська мають спільне з китайцями командування, а Уральський Комітет Безпеки складається порівну з російських і китайських офіцерів. За військову допомогу Урал розраховується з КНР нафтою.

- Японська Далекосхідна республіка — маріонеточна держава, створена японськими окупаційними силами на Далекому Сході.

- Китайська Новосибірсько-Алтайська республіка — маріонеточна держава, створена китайськими «союзниками» на території Центрального і Східного Сибіру.

- Башкирська народна республіка — самопроголошена і ніким не визнана на міжнародному рівні держава башкир з центром в Уфі. Фактично є санітарним кордоном між Уральською незалежною республікою і режимом миротворців НАТО.

- Поволзька міжнародна республіка — маріонеточна держава під контролем миротворців НАТО з центром в Самарі, режим повалений Рухом Спротиву після застосування генератору ЕМІ і виведення зі строю всієї НАТОвської техніки.

- Поволзька народна республіка — державний проект з центром в Самарі, який на звільнених від миротворців НАТО територіях будує Рух Спротиву.

## Сюжет
Головний герой — Костянтин Муконін, агент Надзвичайного Уряду Уральської Незалежної республіки. Він — ключовий виконавець таємної операції Уральського Комітету Безпеки, очолює групу, яка має передати самарському підпіллю новітню нанотехнологічну зброю під назвою «Мініпа» (скорочення від «Мінін і Пожарський»). В реальності виконуване Муконіним завдання є відверненням уваги спецслужб миротворців НАТО від операції по передачі Руху Спротиву справжньої новітньої зброї — генератору ЕМІ, який виводить зі строю всю НАТОвську техніку.
По дорозі герой потрапляє у полон до Визвольного анархічного полку ім.батька Махна під командуванням колишнього кримінального авторитета Коляна Пітерського. Отаман Колян ставить собі за мету — об'єднання Башкирії та Уралу, а згодом — відновлення Росії та встановлення там анархічного ладу. Почувши, що Муконін виконує спецоперацію проти сил НАТО анархісти звільняють його.
У покинутих селах під Уфою на автомобіль героя нападає банда бомжів-людожерів. Муконіну вдається прорватися, але його поранений напарник незабаром помирає.
Не зважаючи на тимчасовий полон у Самарі місія вдається: техніка НАТО виведена зі строю, а особовий склад миротворців перебитий силами самарських повстанців. Владу в місті захоплює Рух Спротиву, який оголошує утворення «антиНАТОвської» Поволзької народної республіки.
По поверненні Муконін застає свою кохану (втікачку з зараженого радіацією регіону) у лікарні, вражену смертельним вірусом. Незабаром вона помирає, а герой страждає від проблем з алкоголем.

## Нагороди
Роман нагороджено премією «ЕврАзія» на XXIX Всеросійському фестивалі фантастики «Аеліта», що відбувався 23-26 травня 2012 року.